# 女校男生 (漫畫)
女校男生（日语：おれは男だ!），是1970至71年間連載的日本漫畫，由女漫畫家津雲睦美創作。後被改編為真人電視劇集，於1971至72年間播映，並曾於1987年推出電影版。

## 故事大綱
愛好劍道的小林弘二（森田健作飾）轉校至青葉高校，該校本是傳統名門女校，近年才轉型為男女校，因而在學生數量上女多男少，女學生處於主導地位。弘二銳意在學校建立劍道社團，鼓動男學生們打破女學生的主導權，與女學生的領袖——同時也是鄰居的吉川操（早瀨久美飾）形成對立。但男生與女生們逐漸在摩擦中互相諒解。

## 漫畫版
漫畫版在1970至71年間連載於雜誌《Seventeen》 ，是津雲睦美早期的作品，推出時她只有18歲。

## 電視劇版
此劇是日本最早期的校園運動題材劇集。
當時19歲的原作者津雲睦美在首集客串了女學生。

### 演員表
| 演員     | 角色       | 簡介                         |
| -------- | ---------- | ---------------------------- |
| 森田健作 | 小林弘二   | 劍道部男生。                 |
| 早瀨久美 | 吉川操     | 棒舞部女生，弘二的鬥氣冤家。 |
| 志垣太郎 | 西條信太郎 | 轉校生。                     |

### 發行
日本電視台於1971年2月21日至1972年2月13日期間，逢星期日晚間08:00-08:56時段播放。
香港方面，該劇由無綫電視購入，粵語版譯名為《女校男生》，於1975年5月25日至1976年1月18日期間，逢星期日在翡翠台近下午05:40-06:30時段播放。為1970年代在香港電視市場較具影響力的日劇之一。

## 電影版
上映於1987年，故事背景設定為1971年電視劇版的六年後。

## 類似作品
- 水男孩2
- 屌絲騎士（日语：やるっきゃ騎士）